# Rocco Jemma
Rocco Jemma (Laureana di Borrello, 16 agosto 1866 – Napoli, 24 marzo 1949) è stato un medico pediatra italiano.

## Biografia

### Primi anni
Rocco Jemma nasce a Stelletanone, frazione di Laureana di Borrello (Reggio Calabria), il 16 agosto 1866 da Giuseppe e Adelaide Corcione. La famiglia Jemma apparteneva a quella tipica borghesia del sud formatasi soprattutto per amministrare i beni ecclesiastici confiscati per finanziare le opere di ricostruzione dopo il terremoto del 1783. Terminati gli studi secondari, anziché avviarsi alle discipline giuridiche assecondando le aspettative dei famigliari, si iscrisse alla facoltà di medicina e chirurgia dell'università di Napoli. Durante gli ultimi anni del corso di laurea svolse l'internato presso la prima clinica medica dell'Università diretta da Enrico De Renzi, frequentando, nello stesso tempo, il laboratorio di batteriologia. Nel 1891 si laurea a Napoli in Medicina e Chirurgia magna cum laude, discutendo la tesi Sull'azione battericida del sangue di coniglio.

### Periodo genovese
Subito dopo aver conseguito la laurea, si trasferì presso l'università di Genova per frequentare la clinica medica diretta da Edoardo Maragliano, Senatore del Regno e uno fra i più insigni clinici italiani. Nel periodo di attività presso la clinica medica genovese si dedicò allo studio della patologia infettiva: in questo settore importante fu il suo contributo all'impiego a scopo diagnostico e terapeutico della puntura lombare, introdotta pochi anni prima. Nel 1897 conseguì la libera docenza in patologia speciale medica e dimostrativa. Nello stesso anno, su invito di Maragliano, si recò a Parigi per seguire i corsi dei pediatri Victor Henri Hutinel e Bernard-Jean Antoine Marfan: fu allora che si orientò verso la pediatria. Tornato in Italia, nel 1900 conseguì la libera docenza in patologia e clinica pediatrica e assunse la direzione della sezione pediatrica affidatagli dal Prof. Maragliano.

### Jemma a Palermo
Nel 1903 vinse la cattedra di clinica pediatrica dell'Università di Palermo, appena istituita. Qui lo accolse e lo introdusse negli ambienti culturali Ignazio Florio jr, che gli era particolarmente grato per le cure prestate alla propria figlia Igea. Poiché l'Università di Palermo non disponeva di alcuna struttura né didattica né di degenza per la pediatria, in meno di tre anni edificò una nuova clinica pediatrica che inaugurò il 27 aprile 1908 alla presenza delle autorità accademiche e cittadine. Durante l'inaugurazione Ignazio Florio, in qualità di presidente dell'Ospedale Civico, rivolse un elogio particolare al Professor Jemma, definendolo "apostolo della carità". La nascita della Clinica Pediatrica di Palermo rese la città una delle sedi di maggior prestigio per la pediatria.

### Professore emerito di pediatria dell'università di Napoli
Nel 1913, alla morte del professor Francesco Fede, la Facoltà Medica di Napoli chiamò lo Jemma a ricoprire la cattedra di pediatria. A Palermo gli succedette per incarico Giovanni Di Cristina che già frequentava la Clinica fin dal 1909. Nell'Università di Napoli fu preside di facoltà negli anni accademici dal 1920-21 al 1929-30, a eccezione del 1921-22, 1925-26 e 1926-27. Il 1º dicembre 1922 si iscrisse al Partito Nazionale Fascista e fu uno dei primi professori universitari a farlo, perciò tale adesione fu molto propagandata. Nel 1924 fu eletto presidente della Società italiana di pediatria e lo rimase fino al 1929. L'8 gennaio 1929 fonda una nuova clinica pediatrica a Napoli, alla cui inaugurazione parteciparono Umberto di Savoia e la moglie Maria José. Assunto il nuovo incarico, provvide anzitutto a riorganizzare e a rendere più efficienti i locali della clinica, quindi si dedicò interamente all'attività didattica. Nel 1934 pubblicò, insieme a Carlo Comba, il più grande trattato di Pediatria italiana, un'opera che raccoglieva i contributi dei Maestri della pediatria italiana. Nel 1936, dopo trent'anni di insegnamento, viene nominato professore
emerito dell'Università di Napoli.

### Gli ultimi anni
Nel 1937 fu nominato presidente regionale per la Campania della Croce Rossa Italiana e lo resterà fino al 1945. Si impegnò a fondo nell'attività collaborando in particolare con Maria Josè e Iolanda di Savoia, sorella del re Umberto II. L'ultimo periodo dell'attività scientifica fu caratterizzato da pubblicazioni importanti. Muore a Napoli il 24 marzo 1949. A un anno dalla morte, nella Clinica Pediatrica dell'Università di Napoli, è ricordato con un busto in marmo, mentre successivamente le città di Palermo e di Napoli gli hanno intitolato una via. Il comune di Laureana di Borrello gli ha assegnato recentemente il premio Elefantino d'oro alla memoria e lo ricorda con una lastra in marmo posta sulla facciata della casa natale, nel centro della frazione di Stellitanone. Ecco il testo:
(Laureana di Borrello 9-11-1952)

## Attività scientifica
Tra la fine dell'Ottocento e l'inizio del Novecento è uno dei fondatori della nascente scienza pediatrica italiana.
I suoi studi si focalizzano principalmente sulle malattie infettive (come il tifo) e la nutrizione infantile. Il periodo palermitano fu quello più fecondo, studiò in particolare la tubercolosi in età evolutiva e la leishmaniosi. Gli studi sulla leishmaniosi permisero a due suoi allievi, Giovanni Di Cristina e Giuseppe Caronia, di scoprire la cura basata sulla somministrazione, per via endovenosa, di antimonio sotto forma di tartaro stibiato, tuttora valida. Sempre in collaborazione con Di Cristina e Caronia, si occupò della vaccinoterapia in corso di tifo. Pubblicazioni e ricerche furono condotte su quest'ultima ma anche su pertosse, brucellosi, paratifo, l'eziopatogenesi dei principali esantemi infettivi dell'infanzia e sulla lue congenita.

## La scuola di Rocco Jemma
Fra le tante opere lasciate da Rocco Jemma la sua scuola è forse l'elemento più importante in quanto da essa uscirono un gran numero di professori ordinari di pediatria. Una targa presso l'Università di Napoli ricorda gli allievi della prima generazione che raggiunsero la cattedra universitaria in seguito a pubblico concorso. Il primo fu Giovanni Di Cristina nel 1915 a Palermo, il secondo Sebastiano Cannata nel 1920 a Messina (poi a Palermo), il terzo Giuseppe Caronia nel 1922 a Roma, il quarto Salvatore Maggiore nel 1926 a Bari ( poi a Messina e a Palermo ), Ivo Nasso nel 1926 a Perugia (poi a Messina e a Milano), Luigi Auricchio nel 1933 a Napoli e Alessandro Laurinsich nel 1942 a Siena, poi a Parma.

## Il legame con il territorio d'origine
La statura internazionale di Rocco Jemma non fece passare in secondo piano il forte legame con la Calabria, la sua terra natale. Dal 1931, fino alla sua morte, fu presidente generale della Società Medico-Chirurgica Calabrese. In qualità di presidente, organizzò la società suddivisa in tre sezioni (cosentina, reggina e catanzarese) e organizzò vari congressi che si svolsero nelle diverse città calabresi. Il distacco dalla Calabria non sarà mai definitivo ma, al contrario, rafforzerà i legami con il proprio paese dove Rocco Jemma tornerà frequentemente. Durante il 1º Congresso medico chirurgico calabrese, tenuto a Cosenza, iniziò la relazione ricordando con nostalgia la casa paterna di Stellitanone ricca di affetti e di sorrisi. Parlò anche della terra natale dicendo:
(Italo Farnetani)

## Opere
- Intossicazione epatica da disturbi funzionali del fegato curata colle iniezioni endovenose sodiche, Ciminago, Genova, 1894.
- Ricerche sulla sierodiagnosi nel tifo addominale, in Gazzetta degli ospedali e delle cliniche, 1896.
- Sul valore diagnostico e terapeutico della puntura lombare, in Archivio italiano di clinica medica, 1896.
- Meningite da bacillo di Eberth nel corso di una febbre tifoide guarigione contributo al valore diagnostico della puntura lombare, in Gazzetta degli ospedali e dalle cliniche, 1897.
- La siero diagnosi nel tifo addominale, Ciminago, Genova, 1897.
- Tifo addominale e tubercolosi miliare acuta, loro diagnosi differenziale. Tesi di Libera docenza in patologia Speciale medica dimostrativa, Ciminago, Genova, 1897.
- La dieta idrica nella gastro-enterite acuta grave dei bambini lattanti (Hôpital des enfans malades di Parigi), Niccolai, Firenze, 1898.
- I periodi della vita infantile dal punto di vista fisiologico e patologico, Niccolai, Firenze, 1899.
- Il bromoformio nella cura della Tosse convulsiva. Nota terapica, Ciminago, Genova, 1899.
- Disfunzioni vitaminiche nella patogenesi del rachitismo, Milano, 1929
- Trattato di pediatria, (A cura di) Carlo Comba e Rocco Jemma, F. Vallardi, Milano, 1934.
- Manuale di pediatria, Soc. Ed. Libraria, Milano, 1938. (4 edizioni, l'ultima del 1953).